# Bagneux, Allier
Bagneux là một xã ở tỉnh Allier thuộc miền trung nước Pháp.